# Denis Renaud
Denis Renaud est un footballeur puis entraîneur français, né le 20 septembre 1974 à Nantes. Il évolue au poste de défenseur, avant d'exercer comme entraîneur à partir de 1996. 
Avant sa carrière d'entraineur, Denis Renaud a obtenu son bac littéraire. Il a ensuite poursuivi ses études à la faculté de sport à Nantes (STAPS) où il a obtenu son DEUG et sa Licence. En  parallèle, il passe ses diplômes d'entraineur très jeune et sera diplômé du plus haut diplôme d'entraineur (BEPPF) à l'âge de 35 ans. 
Il intervient aussi comme consultant à Télénantes et réalise des interventions sur le management sportif dans des entreprises ou dans certaines écoles.

## Carrière

### Joueur
Denis Renaud a une carrière de joueur éphémère.
Il est formé au FC Nantes où il arrive à l'âge de 10 ans. Il partira 7 ans après pour rejoindre le SO Cholet puis l'USSA Vertou, avant de devenir entraîneur-joueur à 20 ans du club de La Haye-Fouassière situé dans le vignoble nantais.
Sa carrière d'entraîneur va alors débuter.

### Entraîneur
Il commence à entrainer dans des catégories de jeunes  joueurs à l'âge de 16 ans. Il entrainera les jeunes à l'USSA Vertou puis au FC Nantes.
Il sera aussi éducateur pendant 10 ans dans les stages Jean Vincent / FC Nantes à Saint-Brevin-les-Pins et occupera la fonction de  coordinateur technique sur les 3 dernières  années. 
Il commence sa carrière précoce d'entraîneur Seniors  à La Haye-Fouassière. Il a alors 20 ans. Après avoir connu les joies d'une montée en région[précision nécessaire], il partira entraîner ensuite l'USSA Vertou. Un an après, il est appelé par l'USJA Carquefou, équipe qu'il fera monter du CFA 2 au Championnat de France de football National. 
L'équipe carquefolienne s'illustre par des montées successives et quelques beaux parcours en Coupe de France. En 2008, alors que Carquefou évolue en CFA 2 (5e division), il réussit l'exploit de battre, l'AS Nancy-Lorraine (alors 2e de L1), et l'Olympique de Marseille lors des 8e de finale de la Coupe de France. Il se fait éliminer au tour suivant par le Paris Saint-Germain. Ces deux dernières rencontres se joueront au stade de la Beaujoire devant 40 000 spectateurs. En 2014, à la suite du retrait volontaire du club du championnat de National pour des raisons financières, Denis Renaud le quitte après 12 ans d'activité.
Le 5 juin 2015, il est nommé entraîneur du Paris FC et dirigera pour la première fois de sa carrière une équipe professionnelle, en Ligue 2. Il est démis de ses fonctions le 28 novembre
Le 9 mai 2016, il est nommé entraîneur des Chamois niortais en signant un contrat de 2 ans. Lors de la première année le club finira 10e du championnat de L2 et sera éliminé une nouvelle fois par le Paris Saint-Germain, en 8e de finale de coupe de France.  Le 12 janvier 2018, il signe une prolongation de 2 ans. La même année, le 26 février, alors que le club est à la 16e place, on lui retire ses fonctions d'entraîneur. Sur cette dernière année, l'équipe entrainée par Denis Renaud sera éliminée en 32e de finale de la coupe de France par l'EA Guingamp (club de L1). 